# 洋菓子舗ウエスト
株式会社 洋菓子舗ウエスト（ようがしほウエスト）は、東京都中央区銀座7丁目に本社を置く、主にドライケーキやパイ、クッキーなどの洋菓子の製菓会社である。別称としては「銀座ウエスト」。

## 概要
創業者の依田友一により、第二次世界大戦後間もない1947年（昭和22年）に銀座電通通り（外堀通り）で、レストランとして創業される。しかし当時の日本人の平均月収が5000円にいかない時代に、フルコース料理を1000円で提供していたため、開店後半年余りで、都が施行した条例（75円以上のメニューの禁止）に伴い、製菓部門のみを残し、喫茶店として再出発する。
多数の文化人が集う喫茶店として人気を博すと共に、その後1950年代は大型の蓄音機を設けるなど、銀座という一等地で、コーヒーや菓子以上に、「文化」を提供するサロンとしての役割を果たすと共に、今日までクラシックなスタイルを維持し続けていることで知られる。また同社の代表的製品のドライケーキは、1960年代からの主力製品として、贈答用に多数用いられており、パイ、クッキーのみならず、喫茶店のみではあるがショートケーキやシュークリームなどもメニューとして、加わっている。
1967年（昭和42年）には青山に喫茶店をオープンさせ、その後も目黒や原宿にも店を構えていた。また都内の各百貨店にも売店が設けられている。創業当初から「真面目な味を心がけています」との社是の元、関東地域限定で今日まで一貫した経営を続けている。

## テレビCM
1980年代から1990年代後期まで、テレビ東京「才女は語る」やTBSで午前11時半に放送されていた「JNNニュース1130」などでCMが放映されていたことで知られる。CMでは「ドライケーキのウエストでございます。」とのナレーションをフィーチュアし、つぼみの状態の花が完全に咲くまでの映像を流していた。

## その他
2009年（平成21年）4月より『文藝春秋』にて、著名人によるショートエッセイ「風の詩」が掲載されている。元々この「風の詩」は、銀座店の創業当初から、店内で配布されている小冊子で、各界著名人から一般客まで、詩や散文等、それぞれの思いの丈を寄せてもらうという試みを今日まで続けている。現在は同社のウェブサイトから一般人による投稿も受け付けている。